# Планкен
Пла́нкен (нем. Planken) — община в Лихтенштейне.
Население составляет 478 человек (30 июня 2019), говорящих на вальзерском диалекте немецкого языка.
Площадь — 5,341 км². Официальный код — 7006. Почтовый индекс — 9498.